# Hypnum fuegianum
Hypnum fuegianum är en bladmossart som först beskrevs av Mitten, och fick sitt nu gällande namn av C. Müller 1885. Hypnum fuegianum ingår i släktet flätmossor, och familjen Hypnaceae. Inga underarter finns listade i Catalogue of Life.